# فرودگاه ایمپریال
فرودگاه ایمپریال (به انگلیسی: Imperial Airport) یک فرودگاه همگانی است که یک باند فرود چمن دارد و طول باند آن ۷۰۱ متر است. این فرودگاه در کشور کانادا قرار دارد و در ارتفاع ۵۰۷ متری از سطح دریا واقع شده‌است.